# 1977
1977 (MCMLXXVII) fon un any normal començat en dissabte segons el calendari gregorià.

## Esdeveniments
Països Catalans
- 10 d'abril, Barcelona: Obre el Saló Diana, un espai teatral que van dirigir Mario Gas i els actors Carlos Lucena i Albert Dueso.[1]
- 3 de maig, Catalunya: el govern espanyol legalitza el PSUC.
- 4 de juny, Palma, Mallorca: S'hi signa el Pacte Autonòmic de les Illes Balears.[2]
- 26 de juny, Barcelona: primera manifestació de l'orgull LGTB organitzada pel FAGC[3]
- 7 de juliol, sa Dragonera, Illes Balears: el grup llibertari mallorquí Terra i Llibertat ocupa pacíficament aquesta illa verge per evitar-ne la urbanització.[4]
- 30 de juliol, Palma, Mallorca: s'hi constitueix l'Assemblea de Parlamentaris de les Illes Balears.
- 1 d'agost, Catalunya: el govern espanyol legalitza Esquerra Republicana de Catalunya.
- 11 de setembre, Barcelona: aprofitant la Diada, s'hi fa una manifestació multitudinària a favor de l'Estatut.
- 20 de setembre, Barcelona: Atemptat de l'extrema dreta contra el setmanari d'humor El Papus amb el resultat d'una persona morta.[5]
- 29 de setembre, Catalunya: el govern espanyol hi restaura la Generalitat amb caràcter provisional.
- 6 d'octubre, Alacant: el militant del MCPV Miquel Grau rep al cap l'impacte d'una rajola que un membre de Fuerza Nueva, Miguel Angel Panadero Sandoval, li va llençar des d'una finestra mentre enganxava cartells per a la Diada del País Valencià. Miquel moriria deu dies després.[6][7]
- 9 d'octubre, València, País Valencià: s'hi constitueix el Plenari de Parlamentaris i s'hi celebra la major manifestació de la seua història a favor de l'Estatut en el dia de la Diada.
- 23 d'octubre, el Prat de Llobregat, Baix Llobregat: el president de la Generalitat de Catalunya Tarradellas hi arriba procedent de l'exili.
- 30 de novembre, Reus, Baix Camp: Els Joglars estrenen La Torna al Teatre Bartrina.
- 2 de desembre, Barcelona: L'autoritat militar fa empresonar Albert Boadella, director d'Els Joglars, en considerar que La torna no s'ajusta al permís concedit.
- 6 de desembre, Barcelona: S'hi constitueix el primer Consell Executiu de la Generalitat de Catalunya de després del franquisme.
- 8 de desembre, Barcelona: Es clausura el Congrés de Cultura Catalana i es publica el Manifest de la Cultura Catalana.[8]
- 22 de desembre, València: Atemptat amb bomba contra la impremta Vila, on s'imprimien la revista Valencia Semanal, els òrgans interns del PCE-PCPV i del PSPV (històric).[9][10]
- Sabadell: es funda l'Esbart Sabadell Dansaire.[11]

Resta del món
- 24 de gener, Madrid, Espanya: Un escamot d'ultradreta assassina 5 advocats laboralistes de CCOO a l'anomenada com Matança d'Atocha.[12]
- 10 de març, Ithaca (Nova York), EUA: un equip d'astrònoms de la Universitat Cornell, encapçalats per James L. Elliot, confirmen l'existència d'anells al voltant del planeta Urà.
- 27 de març, Los Rodeos, Tenerife, illes Canàries: Col·lisió de Los Rodeos, dos Boeing 747 xoquen en una pista de l'aeroport i provoquen la mort de 583 persones.
- 1 d'abril
  - Espanya: El govern suprimeix la Secretaría General del Movimiento.
  - Espanya: El govern autoritza la llibertat de sindicació d'empresaris i treballadors.
- 9 d'abril, Espanya: Per sorpresa, era dissabte sant, el govern legalitza el Partit Comunista d'Espanya.
- 11 d'abril, Espanya: Gabriel Pita da Veiga y Sanz, ministre de Marina, dimiteix arran de la legalització del Partit Comunista d'Espanya dos dies abans.
- 30 d'abril, 
  - Buenos Airesː Comencen a reunir-se les Madres de Plaza de Mayo per reclamar els fills segrestats i desapareguts durant la dictadura.[13]
  - Espanya: El govern signa els pactes internacionals de drets civils, polítics, econòmics i socials, que inclouen el de llibertat sindical i el de negociació col·lectiva.
- 11 de maig, Espanya: El govern ratifica els pactes internacionals signats el dia 30 d'abril.
- 2 de juny, Espanya: El govern deroga la sindicació obligatòria al sindicat vertical franquista.
- 15 de juny, Espanya: s'hi celebren les primeres eleccions democràtiques des de la Segona República: La Unió de Centre Democràtic les guanya amb majoria relativa.
- 27 de juny, Djibouti: declarat país independent sobre França.[14]

## Efemèrides
- 4 de juliol, Espanya: Adolfo Suárez jura el càrrec de president del govern per segona vegada.
- 25 d'octubre:
  - Madrid, Espanya: el govern i els partits parlamentaris (amb l'aquiescència dels sindicats, CCOO i UGT) hi signen els Pactes de la Moncloa per reduir la conflictivitat laboral, millorar l'economia i consolidar la democràcia
  - Maynard, Massachusetts, EUA: la Digital Equipment Corporation presenta la computadora VAX.[15]
- 27 de juliol, Madrid, Espanya: el govern ratifica el Pacte Internacional dels Drets Civils i Polítics, que en el seu article 1 proclama que «Tots els pobles tenen dret a l'autodeterminació».
- 27 d'octubre, Madrid, Espanya: el Parlament ratifica els Pactes de la Moncloa, signats dos dies abans.
- 29 de novembre, seu de les Nacions Unides, Nova York: les Nacions Unides trien aquesta data com a Dia internacional de solidaritat amb el Poble Palestí.[16]
- Es funda el Fòrum d'Unitat Democràtica del Sudan.

### Cinema
| M/d   | Direcció         | Títol                                  | Gènere        |
| ----- | ---------------- | -------------------------------------- | ------------- |
| 06/08 | Jordi Cadena     | L'obscura història de la cosina Montse | drama         |
|       | Woody Allen      | Annie Hall                             | comèdia       |
| 12/14 | John Badham      | Febre del dissabte nit                 | drama musical |
| 05/25 | George Lucas     | La guerra de les galàxies              | space opera   |
| 11/16 | Steven Spielberg | Encontres a la tercera fase            | suspens       |
| 06/17 | Peter Yates      | L'abisme                               | intriga       |

===Naiximents
- 14feb  Itziar Castro i Rivadulla (Pieles)

### Morts
- 11abr  Jacques Prévert (Le Jour se lève)
- 1set  Ethel Waters (Pinky)

### Còmics
El 26 de febrer es publicà el primer número de la revista de còmics 2000 AD.
El 15 de setembre nasqué l'autor estatunidenc Mitch Clem, creador de les tires Nothing Nice To Say, San Antonio Rock City i My Stupid Life.
El 28 d'octubre morí el dramaturg madrileny Miguel Mihura Santos, fundador de la revista La Codorniz.

### Música
| M/d   | títol                        |
| ----- | ---------------------------- |
|       | Alenar                       |
|       | Tramuntana                   |
|       | Brossa d'ahir                |
|       | Campanades a Morts           |
| 06/01 | I Robot                      |
| 11/15 | Saturday Night Fever         |
| 09/   | In Color                     |
| 11/13 | Death of a Ladies' Man       |
| 03/25 | Works Volume 1               |
| 11/   | Works Volume 2               |
| 02/04 | Rumours                      |
| 09/29 | The Stranger                 |
| 10/14 | Alive II                     |
| 06/30 | Love Gun                     |
| 10/17 | Street Survivors             |
| 08/21 | Motörhead                    |
| 01/23 | Animals                      |
| 08/29 | Lust for Life                |
| 07/07 | RainbowOn Stage              |
| 09/06 | Simple Dreams                |
| 08/29 | A Farewell to Kings          |
| 10/27 | Never Mind the Bollocks      |
| 04/10 | Even in the Quietest Moments |
| 07/27 | Give a Little Bit            |
| 02/08 | Marquee Moon                 |
| 07/29 | Star Wars (Main Title)       |
| 07/07 | Going for the One            |

- 27oct  / 11nov

El trio The Police debutà l'1 de març amb Sting, Stewart Copeland i Henry Padovani; al maig publicaren llur primer senzill, «Fall Out», i durant l'estiu feren un parell de concerts com a quartet amb Andy Summers, abans de despatxar a Padovani.
Naiximents
- 8F  Svala Björgvinsdóttir
- Shelly Fairchild
- Fiona Apple

### Premis Nobel
| Camp                  | Guardonats                                                         |
| --------------------- | ------------------------------------------------------------------ |
| Física                | - Philip Warren Anderson - Nevill Francis Mott - John H. van Vieck |
| Química               | - Ilya Prigogine                                                   |
| Medicina o Fisiologia | - Roger Guillemin - Andrew Victor Schally - Rosalyn Sussman Yalow  |
| Literatura            | - Vicente Aleixandre                                               |
| Pau                   | - Amnistia Internacional                                           |
| Economia              | - Bertil Ohlin - James Meade                                       |

### Videojocs
| M/d   | títol        |                  | sist.  |
| ----- | ------------ | ---------------- | ------ |
|       | Empire       |                  | PDP-10 |
|       | Zork         |                  | PDP-10 |
|       | Dominos      |                  | recre. |
| 09/11 | Combat       |                  | Atari  |
| 09/11 | Indy 500     |                  | Atari  |
| 09/11 | Street Racer |                  | Atari  |
| 11/   | Space Wars   | Amèrica del Nord | recre. |

Al gener, Mattel presentà els primers jocs electrònics portàtils, Auto Race i Football.
- 10jun  Apple II

A l'abril tingué lloc a San Francisco la primera West Coast Computer Faire, durant la qual es presentaren l'Apple II i el Commodore PET.
El 10 de juny, Apple comercialitzà als Estats Units l'Apple II, dissenyat per Steve Wozniak.
- 1jun  Color TV-Game
- 11set  Atari VCS

El primer de juny, Nintendo llançà al Japó el primer model de la gama de videojocs Color TV-Game;
L'11 de setembre Atari estrenà als EUA la Video Computer System, la seua primera consola domèstica, amb els cartutxs Combat, Indy 500 o Street Racer com a jocs de llançament.

## Naixements
Països Catalans
- 6 de gener - Barcelona: Anna Carreras Aubets, escriptora, crítica literària, correctora i traductora catalana.[18]
- 16 de gener - Barcelona: Cristina Brondo, actriu de cinema i televisió catalana.[19]
- 17 de gener - Barcelona: Mariona Ribera Llonc, jugadora de waterpolo catalana.[20]
- 25 de gener - Vic: Marta Rovira i Vergés, advocada i política; secretària general d'Esquerra Republicana de Catalunya.[21]
- 2 de febrer - Andorra la Vella, Andorra: Marc Bernaus Cano, futbolista internacional per la selecció andorrana.
- 14 de febrer - Barcelona: Itziar Castro, actriu catalana (m. 2023).[22]
- 19 de març - Barcelona: Mar Orfila, cantant catalana de rock coneguda artísticament com a Mürfila.[23]
- 21 de març - Girona: Cristina Bes Ginesta, esquiadora catalana d'esquí alpí.[24]
- 26 de març - Alacant: Noelia Hernández Sánchez, economista i política valenciana, diputada a les Corts Valencianes.[25]
- 1 d'abril - Nador, Marroc: Laila Karrouch, escriptora catalana d'origen amazic.
- 7 d'abril - Palafrugell: Laura Guillen Romero, «La Bicha», balladora de flamenc i percussionista de caixó.[26]
- 11 d'abril - Tarragona: Núria Solé Pérez, periodista catalana.[27]
- 12 d'abril - Barcelona: Gemma Mengual, nedadora de sincronitzada catalana, considerada entre les millors nedadores de tots els temps.[28]
- 21 d'abril - Girona: Georgina Rieradevall i Tarrés, política catalana, diputada al Parlament de Catalunya, advocada i educadora social.[29]
- 23 d'abril - Palma: Llucia Ramis i Laloux, periodista i escriptora.[30]
- 11 de maig - Barcelona: Anna Crexells Sender, pianista de cambra i repertorista vocal.
- 30 de maig - Palafolls: Carme Fenoll i Clarabuch, bibliotecària catalana, que fou cap del Servei de Biblioteques de la Generalitat.[31]
- 28 de juny - Girona: Anna Allen, actriu de cinema, teatre i televisió catalana.[32]
- 11 de juliol - Benimodo, Ribera Alta: Abel Buades Vendrell, futbolista.
- 1 de setembre - la Pobla Llarga, Ribera Alta: David Albelda Aliqués, futbolista.
- 16 de setembre - Barcelona: Irina Rodríguez Álvarez, nedadora de natació sincronitzada catalana, medalla a Pequín 2008.[33]
- 25 de setembre - la Granada del Penedès: Sílvia Montané Bonilla, atleta catalana de curses de fons i camp a través.[34]
- 28 de setembre - Matadepera: Bibiana Ballbè i Serra, periodista catalana especialitzada en cultura i creativitat i directora creativa.[35]
- 11 d'octubre - Quart de Poblet, Horta Oest: Laura Gallego García, escriptora valenciana.
- 19 d'octubre - Santa Coloma de Gramenet, Barcelonès: Raúl Tamudo Montero, futbolista català, màxim golejador de la història del RCD Espanyol.
- 3 de novembre - Tortosa, Baix Ebre: Belén Fabra, actriu catalana.
- 10 de novembre - Alacant: Cristina Rodríguez Armigen, política valenciana, diputada a les Corts en la IXa legislatura.[36]
- 19 de novembre - Sabadell, Vallès Occidental, Juli Fernàndez, polític català (exalcalde de Sabadell i actual conseller de territori).
- 8 de desembre - Sabadell: Toni Padilla Montoliu, periodista esportiu català.
- Barcelona: Toni Aira i Foix, periodista català.
- Barcelona: Anna Pantinat i Hernández, poetessa.
- Barcelona: Sebastià Jovani, escriptor de novel·la, poesia i assaig.

Resta del món
- 6 de gener, EUA: Adrianne Wadewitz, analista feminista de la Viquipèdia.
- 11 de gener, Madrid: María Espinosa de la Llave, advocada i política espanyola.[37]
- 13 de gener, Canterbury, Anglaterra, Regne Unit: Orlando Bloom, actor britànic.
- 14 de gener, Chennai, Tamil Nadu (Índia): Narain Karthikeyan, pilot hindi.
- 15 de gener, Roma, Itàlia, Giorgia Meloni, política italiana.
- 17 de gener, Nazilli, Aydın: Görkem Yeltan, actriu, escriptora, directora, guionista i productora cinematogràfica turca.[38]
- 26 de gener, Daytona Beach, Florida, EUA: Vince Carter, jugador de bàsquet professional de l'NBA.
- 29 de gener, Errenteria: Sorkunde Rubio Antotegui, Sorkun, és una cantant i compositora basca.[39]
- 2 de febrer, Barranquilla, Colòmbia: Shakira, cantautora colombiana.
- 11 de febrer, Agoura Hills, Califòrnia, EUA: Mike Shinoda, músic estatunidenc de la banda Linkin Park.
- 14 de febrer, Xangai: Tan Yuanyuan, ballarina xinesa de dansa clàssica, primera ballarina del Companyina de Ballet de San Francisco (persona més jove en ocupar aquest càrrec).
- 14 d'abril, Nova York: Sarah Michelle Gellar —nom de casada Sarah Michelle Prinze—, actriu i productora estatunidenca.
- 17 d'abril, Dinamarca: Frederik Magle, compositor, organista i pianista danès.
- 26 d'abril, Milà (Itàlia): Samantha Cristoforetti, pilot d'aviació, la tercera astronauta de l'Agència Espacial Europea i la primera astronauta italiana.[40]
- 1 de maig, Teheran (Iran): Maryam Mirzakhani fou una matemàtica iraniana que va viure i va fer recerca als Estats Units. El 2014 va guanyar la prestigiosa Medalla Fields (m. 2017).[41]
- 11 de maig: Marcos Paulo, futbolista brasiler.
- 12 de maig, Teheran: Maryam Mirzakhani, matemàtica iraniana, primera dona a guanyar la prestigiosa Medalla Fields (m. 2017).[42]
- 26 de maig: Província de Mòdena, Itàlia: Luca Toni, futbolista.
- 4 de juny, Salzburg, Àustria: Alex Manninger, futbolista internacional austríac.
- 6 de juny: 
  - Suresnes: Olivia Mokiejewski, periodista francesa especialitzada en l'economia mediambiental.[43]
  - Madrid: Zaida Cantera de Castro, exmilitar de l'exèrcit espanyol, política i diputada.[44]
- 12 de juny, Lilla, França: Ana Tijoux, cantant, música, MC, lletrista i compositora de rap xilena.[45]
- 18 de juny, Tallinn: Kaja Kallas, advocada i política, primera ministra d'Estònia.[46]
- 28 de juliol, Niš, Sèrbia: Aleksandar Živković, futbolista.
- 3 d'agost:
  - San Mateo, Califòrnia, EUA: Tom Brady, jugador estatunidenc de la Lliga Nacional de Futbol Americà.
  - Mos, Galícia, Espanya: Óscar Pereiro, ciclista gallec.
- 7 d'agost:
  - Carreño, Astúries, Espanya: Paula Echevarría, actriu asturiana.
  - Brzeg Dolny, Voivodat de Baixa Silèsia, Polònia: Aleksandra Kurzak, soprano polonesa.
- 10 d'agost, Sandane, Gloppen, Noruega: Anne-Pia Nygård, escriptora noruega.[47]
- 17 d'agost: 
  - Les Ulis, França: Thierry Henry, futbolista francès.
  - Kitee, Finlàndia: Tarja Turunen, soprano finlandesa famosa per formar part del grup de symphonic metal Nightwish.[48]
- 24 d'agost, Jena, Alemanya: Robert Enke, porter de futbol alemany (m. 2009).
- 27 d'agost, São Bernardo do Campo, Brasil: Deco, futbolista brasiler-portuguès.
- 15 de setembre, Abba, Estat d'Enugu: Chimamanda Ngozi Adichie, novel·lista nigeriana.[49]
- 29 de setembre, Sent Joan lo Nòu, Alta Garona: Sylvia Pinel, política francesa, ha estat diputada i ministra.[50]
- 16 d'octubre, Fairfield (Connecticut): John Mayer, músic, cantant, compositor, periodista i productor musical.[51]
- 30 de novembre, Miami, EUA, Steve Aoki, Dj i productor musical d'electrohouse estatunidenc.
- 8 de desembre, Valença, França: Sébastien Chabal, jugador de rugbi. Dos cops campió del Sis Nacions amb França.[52]
- 9 de desembre, Torí: Francesco Turrisi, músic italià.
- 18 de desembre, Lund, Suècia: Axwell, DJ i productor suèc.

- 23 de desembre, Valdagno: Cristina Castagna, alpinista italiana coneguda per ser la primera dona del seu país en coronar el Makalu.[53]
- 31 de desembre, Seül, Corea del Sud: Park Jae-sang (PSY), cantant sud-coreà.
- Birmingham: Arash Moori, artista britànic.

- Ciutat de Nova York: Elif Batuman escriptora, acadèmica i periodista estatunidenca.

| M/d   | Nom i cognoms                | Activitat  | Origen  |
| ----- | ---------------------------- | ---------- | ------- |
|       | Clara Andrés                 | cantautora | olivera |
| 08/02 | Francisco Luis Brines Ferrer | pilotaire  | simater |
|       | Hugo Mas                     | cantautor  | alcoià  |
| 04/28 | Josep Nadal i Sendra         | polític    | pegolí  |

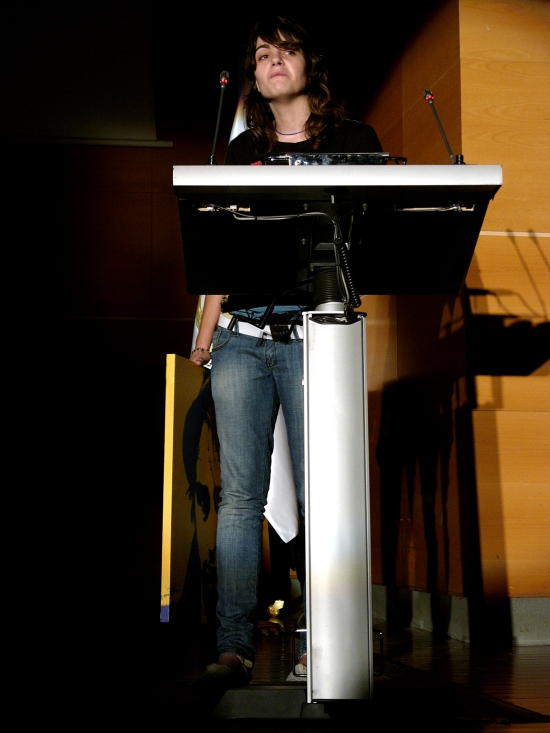
Clara Andrés
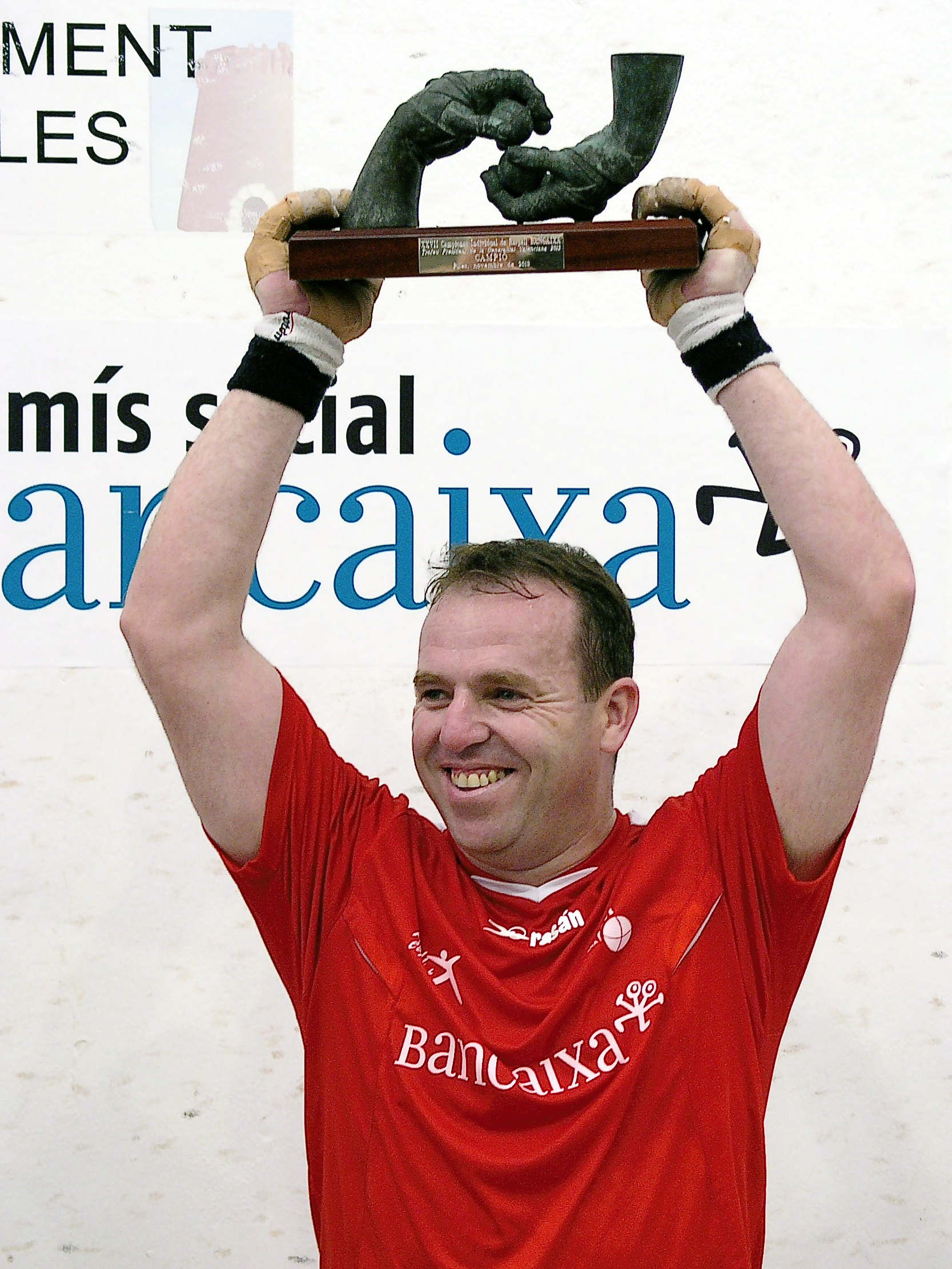
Coeter II
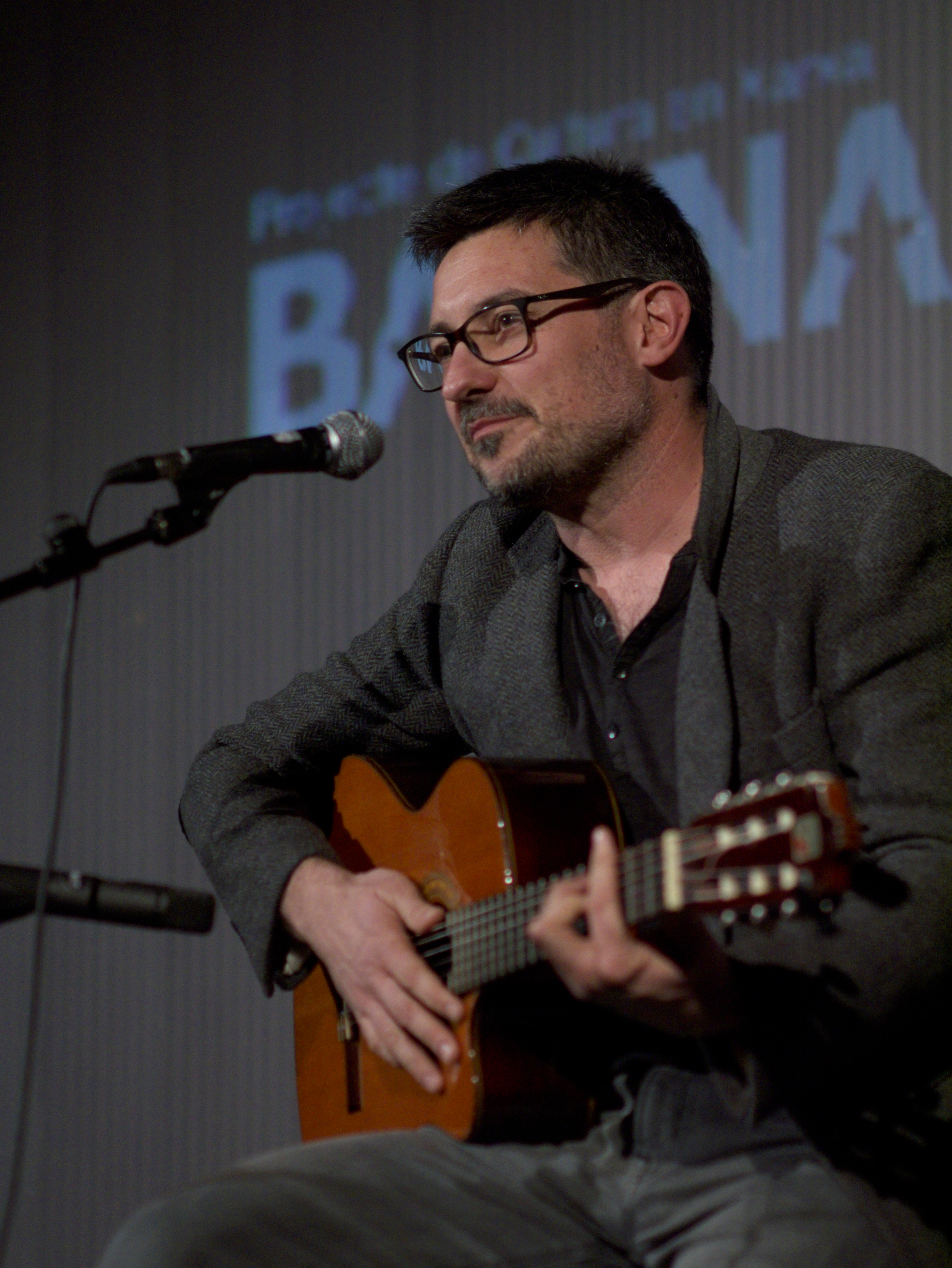
Hugo Mas
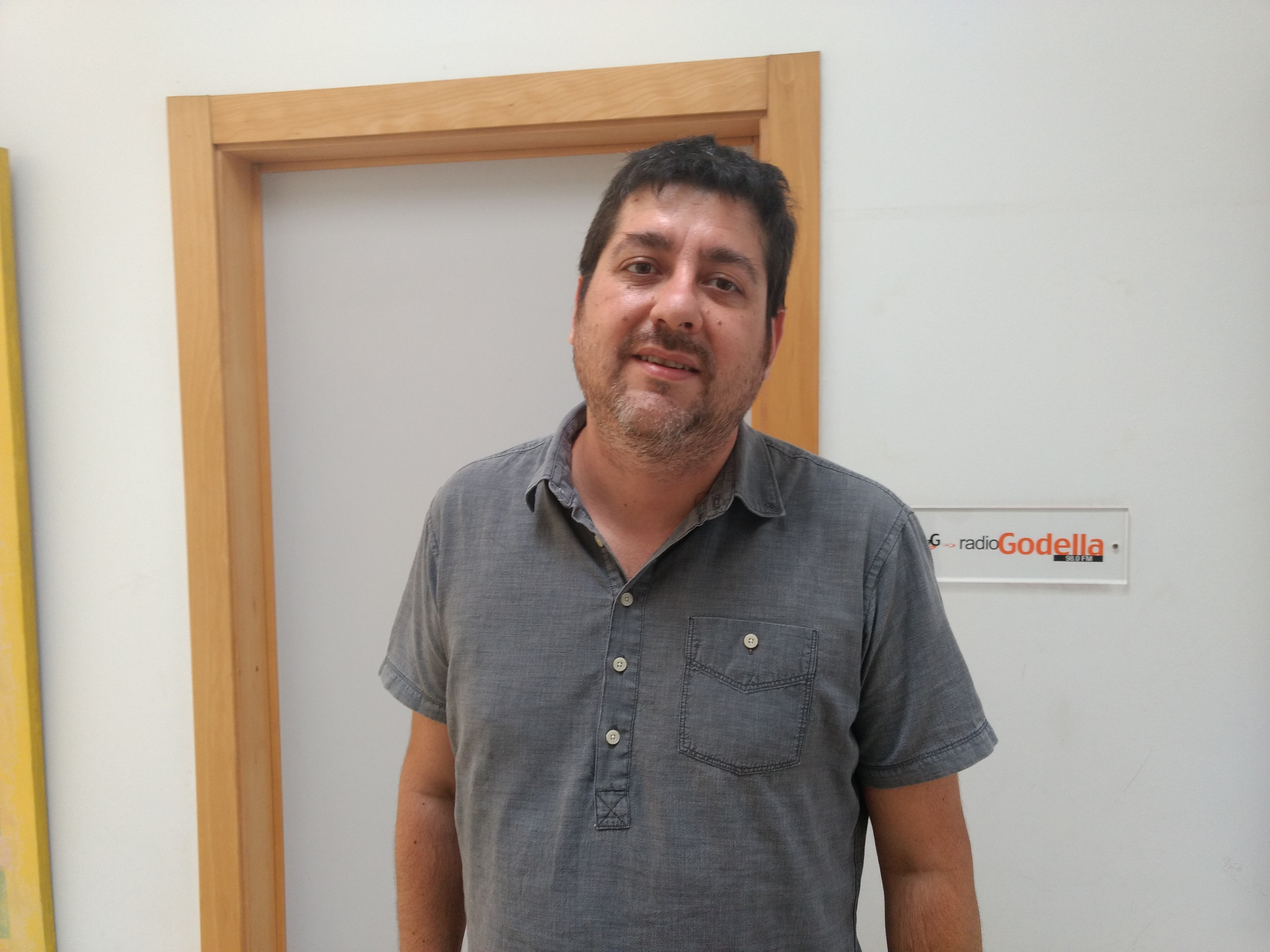
Josep Nadal
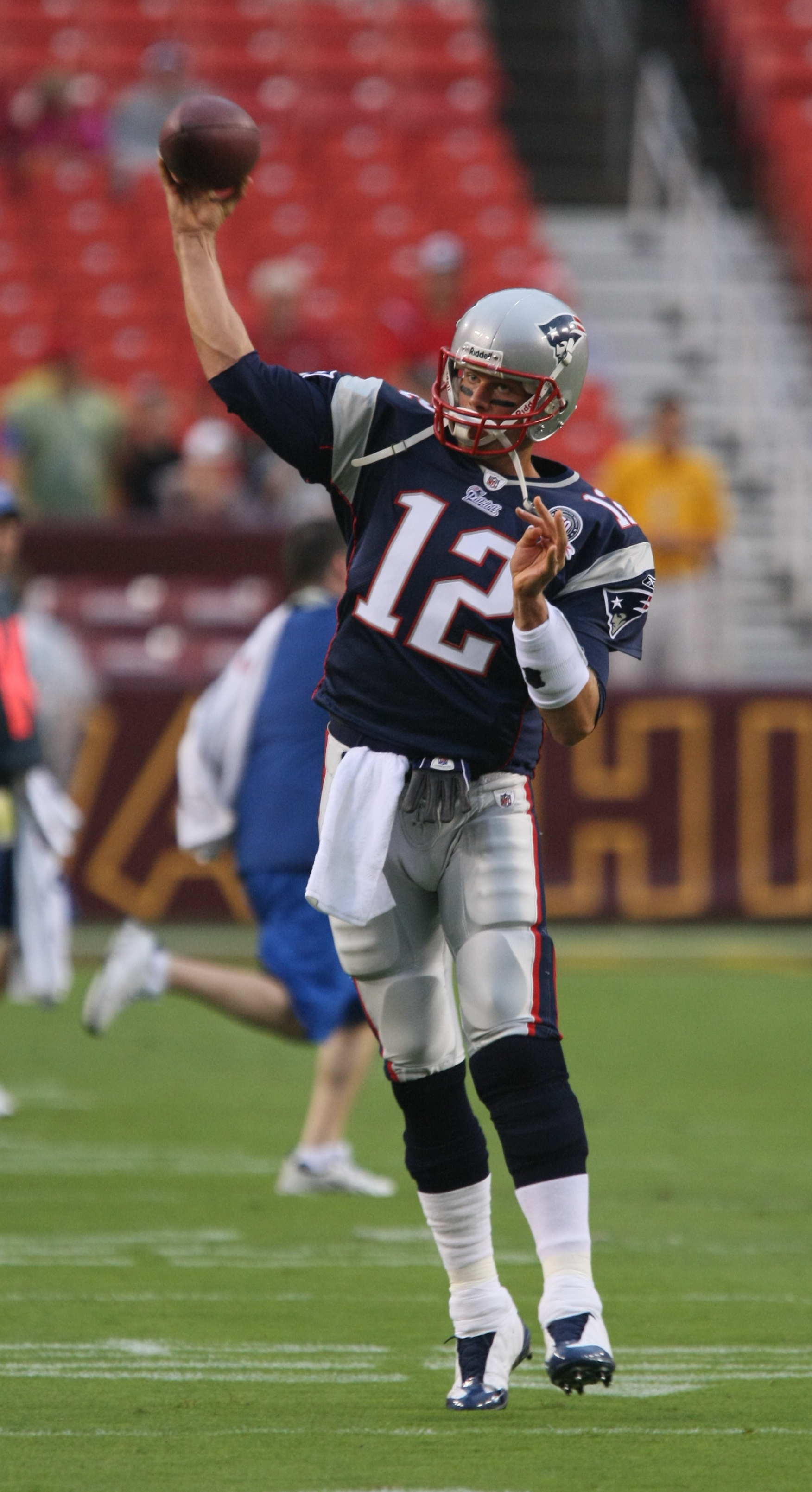
Tom Brady

## Necrològiques
Entre les morts destacades de l'any hi ha la de l'activista alacantí Miquel Grau, els actors Charlie Chaplin, Groucho i Gummo Marx, els cantants Antonio Machín, Bing Crosby i Elvis Presley, els escriptors Miguel Mihúra i Vladímir Nabokov o el músic Marc Bolan i tres dels membres fundadors del grup Lynyrd Skynyrd.
Països Catalans
- 11 de gener, Esclanyà: Josep Pallach i Carolà, mestre d'escola, pedagog i polític català.
- 19 de gener, Barcelona: Josep Trueta, el Dr. Trueta, metge traumatòleg català
- 10 de març, Sabadell, Vallès Occidental: Josep Rosell i Casablancas, escriptor i amant de l'esport de Sabadell.
- 24 de maig, Sant Pere de Ribes: Josepa Fornés, coneguda com a Pepeta o Pepita Fornés, actriu catalana de llarga trajectòria teatral.[54]
- 25 de maig, Figueres: Maria dels Àngels Vayreda i Trullol, escriptora catalana[55]
- 24 de juliol, Barcelona: Enric Casassas i Cantó, pedagog català.
- 15 d'octubre, Ventimiglia, Itàlia: Quitèria Hermínia Gómez Serra, cantant d'òpera valenciana.[56]
- 20 d'octubre - Barcelona: Carme Julià i Riqué, política catalana republicana, exiliada a Mèxic, i mestra fundadora de diverses escoles.[57]
- 9 de novembre, Barcelona: Rosa Balcells i Llastarry, arpista i professora d'arpa catalana (m. 1997).[58]
- 17 de novembre, Girona: Filomena Batlle i March, pintora i escultora catalana[59]2 de desembre, Sabadell: Joan Miralles i Orrit, manyà i alcalde de Sabadell l'any 1936.
- 19 de desembre, Barcelona: Pepeta Gelabert o Pepita Gelabert, actriu característica.[60]
- Barcelona: Manuel Bassa i Armengol, heraldista i sigil·lògraf

Resta del món
- 14 de gener:

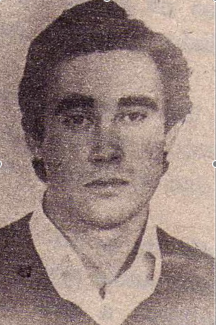
Miquel Grau

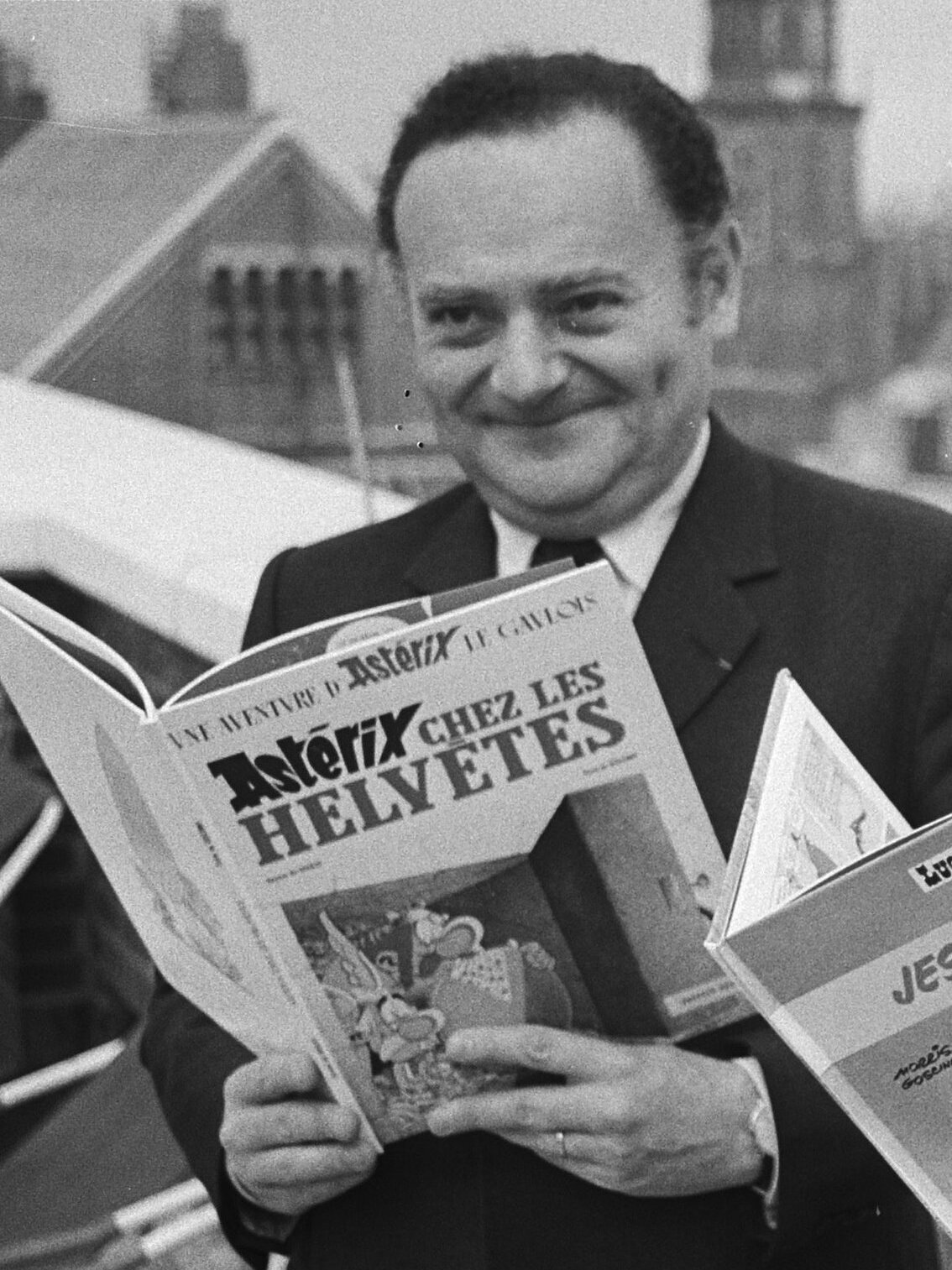
René Goscinny

  - Los Angeles, EUA: Anaïs Nin, escriptora francoamericana d'ascendència cubano-catalana i danesa[61]
  - Alvediston, Wiltshire, Anglaterra: Anthony Eden, polític anglès, 64è Primer Ministre del Regne Unit

- 16 de febrer, Budapest: Rózsa Politzer, més coneguda com a Rózsa Péter, matemàtica hongaresa[62]
- 4 de març, Cali (Colòmbia): Andrés Caicedo, escriptor colombià[63]
- 15 de març, Múnic: Marg Moll, escultora i pintora alemanya (n. 1884).[64]
- 27 de març, Avinyó (França): Louise Noëlle Malclès, bibliògrafa francesa.[65]
- 11 d'abril, Omonville-la-Petite, Manche, França: Jacques Prévert, poeta, autor teatral i guionista cinematogràfic francès[66]
- 5 de maig, Bonn, Alemanya: Ludwig Erhard, economista i polític alemany, va ser Canceller d'Alemanya (1963-1966)[14]
- 10 de maig, Nova York: Joan Crawford, actriu estatunidenca[67]
- 26 de maig, Mendoza: Fidel Roig Matons, pintor i músic
- 3 de juny:
  - Roma, Itàlia: Roberto Rossellini, cineasta italià
  - Cambridge, Anglaterra: Archibald Vivian Hill, fisiòleg anglès, Premi Nobel de Medicina o Fisiologia de 1922[68]

- 16 de juny, Alexandria, Virgínia, EUA: Wernher von Braun, una de les figures més importants en el desenvolupament de la tecnologia aeroespacial a Alemanya i als Estats Units d'Amèrica[69]
- 19 de juny, Poissy, Yvelines: Jacqueline Audry, directora de cinema francesa (n. 1908).[70]
- 25 de juny, Bramley, Surrey: Olave Baden-Powell, cap del guiatge, el moviment escolta per a noies (n. 1889).[71]
- 2 de juliol, Montreux, Suïssa: Vladímir Nabókov, escriptor russoamericà
- 3 de juliol, Chicago: Gertrude Abercrombie, artista pintora americana, adscrita al corrent surrealista (n. 1909).[72]
- 8 de juliol, Santa Fe (Nou Mèxic): Katherine Stinson, pionera de l'aviació.
- 9 de juliol, Moorestown, Nova Jersey, EUA: Alice Paul, sufragista, feminista i activista pels drets de les dones (n. 1885).[73]
- 15 de juliol, Madrid: Bing Crosby, cantant,ballarí i actor nord-americà
- 4 d'agost:
  - Madrid, Espanya: Antonio Machín, cantant espanyol d'origen cubà[74]
  - Cambridge, Anglaterra: Edgar Douglas Adrian, neuròleg anglès, Premi Nobel de Medicina o Fisiologia de 1932[75]
- 5 d'agost, Buenos Aires, Argentina: Leo Fleider, director de cinema i guionista figura important del cinema argentí.
- 16 d'agost, Memphis, Tennessee, EUA: Elvis Presley, cantant de rock estatunidenc[76]
- 19 d'agost, Los Angeles, Califòrnia, EUA: Groucho Marx, actor de cinema i humorista estatunidenc
- 23 d'agost, Milà: Clelia Grillo Borromeo, noble italiana aficionada a les ciències naturals i a les matemàtiques (n. 1684).[77]
- 1 de setembre, Los Angeles, Califòrniaː Ethel Waters, cantant de blues i actriu estatunidenca (n. 1896).[78]
- 12 de setembre, Pretòria, Sud-àfrica: Steve Biko, activista sud-africà[79]
- 16 de setembre, París, França: Maria Callas, soprano nord-americana[80]
- 12 d'octubre, Praga, República Txeca: Jan Zrzavý, pintor, artista gràfic i il·lustrador txec.
- 14 d'octubre, Madrid, Espanya: Bing Crosby, cantant i actor de cinema estatunidenc[81]
- 20 d'octubre - Juan-les-Pins: Marie-Thérèse Walter, model de Pablo Picasso (n. 1909).[82]
- 28 d'octubre, Madrid: Miguel Mihura, dramaturg espanyol.
- 5 de novembre, Oxford, Regne Unit: Isaiah Berlin, politòleg i historiador de les idees considerat com un dels principals pensadors liberals del segle xx[83]
- 9 de desembre, Rio de Janeiro, Brasil: Clarice Lispector, escriptora ucraïnesa, que va viure des de petita al Brasil[84]
- 10 de desembre, costa argentina (desapareguda)ː Azucena Villaflor, activista argentina, una de les fundadores de l'associació de les Madres de Plaza de Mayo.[85]
- 18 de desembre, mar de Buenos Aires, Argentina: 
  - Esther Ballestrino, bioquímica, fundadora de Mares de Plaza de Mayo, assassinada per la Dictadura (n.1918).[86]
  - Ángela Auad, activista social argentina assassinada per la Dictadura militar (n. 1945).[87]
- 25 de desembre, Corsier-sur-Vevey, Lausana, Suïssa: Charles Chaplin, actor, director, guionista i compositor anglès[88]
- 26 de desembre, Palm Springs, Califòrnia, EUA: Howard Hawks, director, guionista i productor de cinema estatunidenc[88]
- Taki al-Din al-Nabhani, polític palestí fundador del Partit Islàmic d'Alliberament.
- São Martinho de Galegos, Barcelos, Portugal: Rosa Ramalho, escultora i ceramista portuguesa[89]